# Arthur Rosenhammer

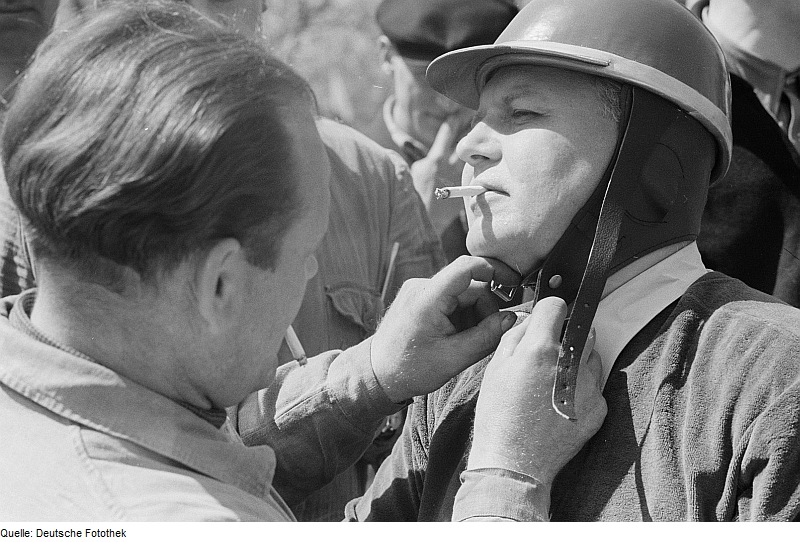
Arthur Rosenhammer, 1954

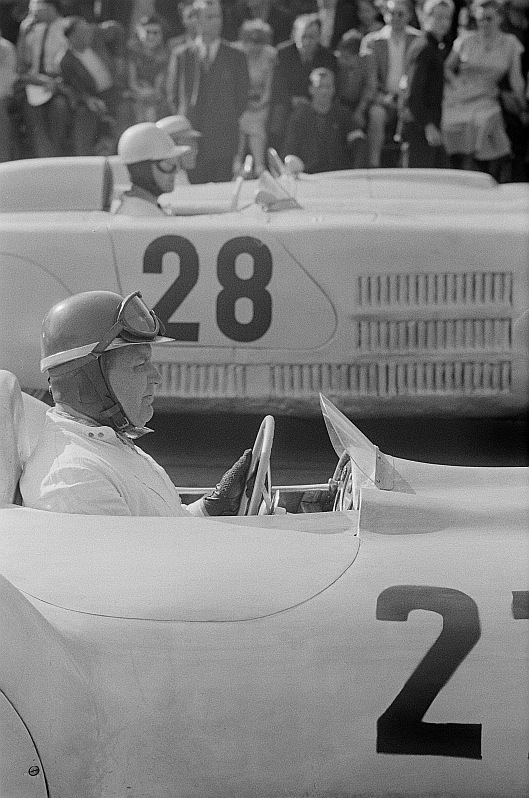
Arthur Rosenhammer in einem 1500-cm³-EMW (1954)

Arthur Rosenhammer (* 7. Januar 1910 in Dessau; † 9. August 1985 in Linz am Rhein) war ein deutscher Rennfahrer.

## Leben
Arthur Rosenhammer wuchs in Dessau auf und war bereits in den 1930er-Jahren als Rennfahrer aktiv. Rosenhammer fuhr seine ersten Rennen nach dem Zweiten Weltkrieg für die MSG Dessau auf einem ARO Veritas BMW Eigenbau. Er war 1950 Mitbegründer des im Versuchs- und Prüfamt des DAMW in Berlin-Johannisthal angesiedelten staatlichen Rennkollektivs, in dem er zunächst technischer Leiter war und von Ende 1951 bis April 1952 als Nachfolger von Ernst Ring die Gesamtleitung hatte. 1952 sicherte er sich mit drei Siegen bei Rennen in Halle, Bernau und auf dem Sachsenring mit seinem vom DAMW-Rennkollektiv auf der Basis eines BMW 328 konstruierten Rennwagen den DDR-Meistertitel. Mit dem zwischenzeitlich an den Industrieverband Fahrzeugbau angegliederten Rennkollektiv wechselte Rosenhammer 1953 nach Eisenach zu den Eisenacher Motorenwerken, in denen das EMW/AWE-Rennkollektiv noch bis 1956 Rennfahrzeuge konstruierte und erfolgreich in Rennen einsetzte. 1954 erzielte Rosenhammer mit einem AWE-1,5-Liter-Rennsportwagen einen Geschwindigkeitsweltrekord über 10 Meilen mit einer Durchschnittsgeschwindigkeit von 229,5 km/h. Gemeinsam mit Paul Thiel errang Rosenhammer 1955 auf der AVUS bei Berlin mit nur 3 Sekunden Rückstand den dritten Platz hinter zwei Porsche 550 Spyder. 1958 war er Gründungsmitglied des Motorsportclubs Dessau (MC Dessau). Nach dem Ende des AWE-Rennsportkollektivs flüchtete Rosenhammer im August 1959 aus der DDR in die Bundesrepublik Deutschland.

## Statistik

### Einzelergebnisse in der Sportwagen-Weltmeisterschaft
| Saison | Team              | Rennwagen   | 1   | 2   | 3   | 4   | 5   |
| ------ | ----------------- | ----------- | --- | --- | --- | --- | --- |
| 1956   | VEB               | AWE R3/55   | BUA | SEB | MIM | NÜR | KRI |
| 1956   | VEB               | AWE R3/55   | 7   |     |     |     |     |
| 1960   | Werner Lindermann | Porsche 356 | BUA | SEB | TAR | NÜR | LEM |
| 1960   | Werner Lindermann | Porsche 356 | DNF |     |     |     |     |